# The Kaye Sisters
The Kaye Sisters was een Brits meidentrio uit de late jaren 1950 en de vroege jaren 1960.

## Bezetting
- Carol Lindsey Young (Oldham (Lancashire), 12 april 1930 - Brighton, (East Sussex), 20 augustus 2006)
- Shirley 'Shan' Palmer (Hull (East Riding of Yorkshire), 15 augustus 1938 -  Hove (Sussex), 14 juli 2013)
- Sheila Jones (Lewisham, Londen, 21 oktober 1936)

## Geschiedenis
The Kaye Sisters werden opgericht in 1954. Hun naam en start in de muziekbusiness kregen ze van hun manager Carmen Kaye. Ze werden ook wel The Three Kayes of gewoon The Kayes genoemd. De drie leden waren gekleed in gelijke kleding en hadden dezelfde haardracht. Ze werden een populaire zanggroep vergelijkbaar met The Beverley Sisters. Twee van hun grootste hits werden opgenomen met Frankie Vaughan.
Een tv-optreden in 1956 lanceerde hen naar het sterrendom en hun eerste opname Ivory Tower bereikte de 20e plaats in de Britse singlehitlijst. Andere singles volgden, zoals Got-Ta Have Something in the Bank, Frank (1957), Are You Ready, Freddy? (1958) en Goodbye Jimmy Goodbye (1959).
Het trio werden vedettes in de beste Londense cabaretclubs als Churchill's en de Colony Club en werden in de variété gesteund door vooraanstaande sterren als Frankie Howerd, Tommy Cooper en Ken Dodd. Ze waren populair tijdens het zomerseizoen in Blackpool tijdens de jaren 1960 en 1970, waar ze als co-sterren optraden met Joseph Locke, Dick Emery en twee seizoenen met Larry Grayson. In 1992 keerden ze terug naar hun toevluchtsoord om de publicatie te leiden van de Goldstoppers van de South Pier.
Ze traden op met Judy Garland in de Royal Variety Show in 1957 en in de Verenigde Staten traden ze op als gast in The Ed Sullivan Show. The Kaye Sisters werden in latere jaren veel gevraagd voor nostalgische shows. Tijdens de jaren 1970 traden ze vaak op bij Max Bygraves' variétéprogramma, met name als tegenspeler in SingalongaMax in het Victoria Palace Theatre in 1972.
Ze namen meerdere albums op, waaronder Presenting the Kaye Sisters (1958) en Kaye Sisters Favourites (1960). Sheila Jones verliet de groep tijdens de late jaren 1960, maar ze gingen verder met vervangster Gilly. De oorspronkelijke groep kwam in 1992 weer samen voor een Glenn Miller-huldigingstournee.

## Discografie

### Singles
- 1956: Ivory Tower
- 1957: Got-Ta Have Something In The Bank, Frank (met Frankie Vaughan)
- 1958: Shake Me I Rattle / Alone
- 1958: Handed Down / Love Me Forever
- 1958: Are You Ready, Freddy? / The Pansy
- 1958: Stroll Me / Torero
- 1958: Calla, Calla, (The Bride, The Bride) / Oho-Aha
- 1959: Jerri-Lee (I Love Him So) / Deeply Devoted
- 1959: Come Softly to Me / Say Something Sweet To Your Sweetheart (met Frankie Vaughan)
- 1959: Goodbye Jimmy Goodbye / Dancing With My Shadow
- 1959: Too Young To Marry / True Love, True Love
- 1960: Paper Roses / If Only You'd Be Mine
- 1960: Come to Me / A Whole Lot Of Lovin'
- 1961: Palma De Majorca / I Just Wanna Be With You
- 1961: Little Soldier / Mistletoe Kisses
- 1962: If Only Tomorrow / Mistakes
- 1962: We Won't Say Goodbye / Seven Roses
- 1963: Big Wide World / I'm Forever Blowing Bubbles
- 1963: Nine Girls Out Of Ten Girls / I Forgot More Than You'll Never Know
- 1964: Keep On Loving Me / That Little Touch of Magic
- 1966: Life Goes On / I Should Never Know

### Albums
- 1958: Presenting the Kaye Sisters (Philips)
- 1959: The Kayes at The Colony (Philips)
- 1960: Kaye Sisters Favorites (Philips)
- 1973: Gilly, Carol and Shan (Pye Records)